# Wanokaza
Wanokaza is een bestuurslaag in het regentschap West-Soemba van de provincie Oost-Nusa Tenggara, Indonesië. Wanokaza telt 1252 inwoners (volkstelling 2010).